# DIANA TIMOFEEVA

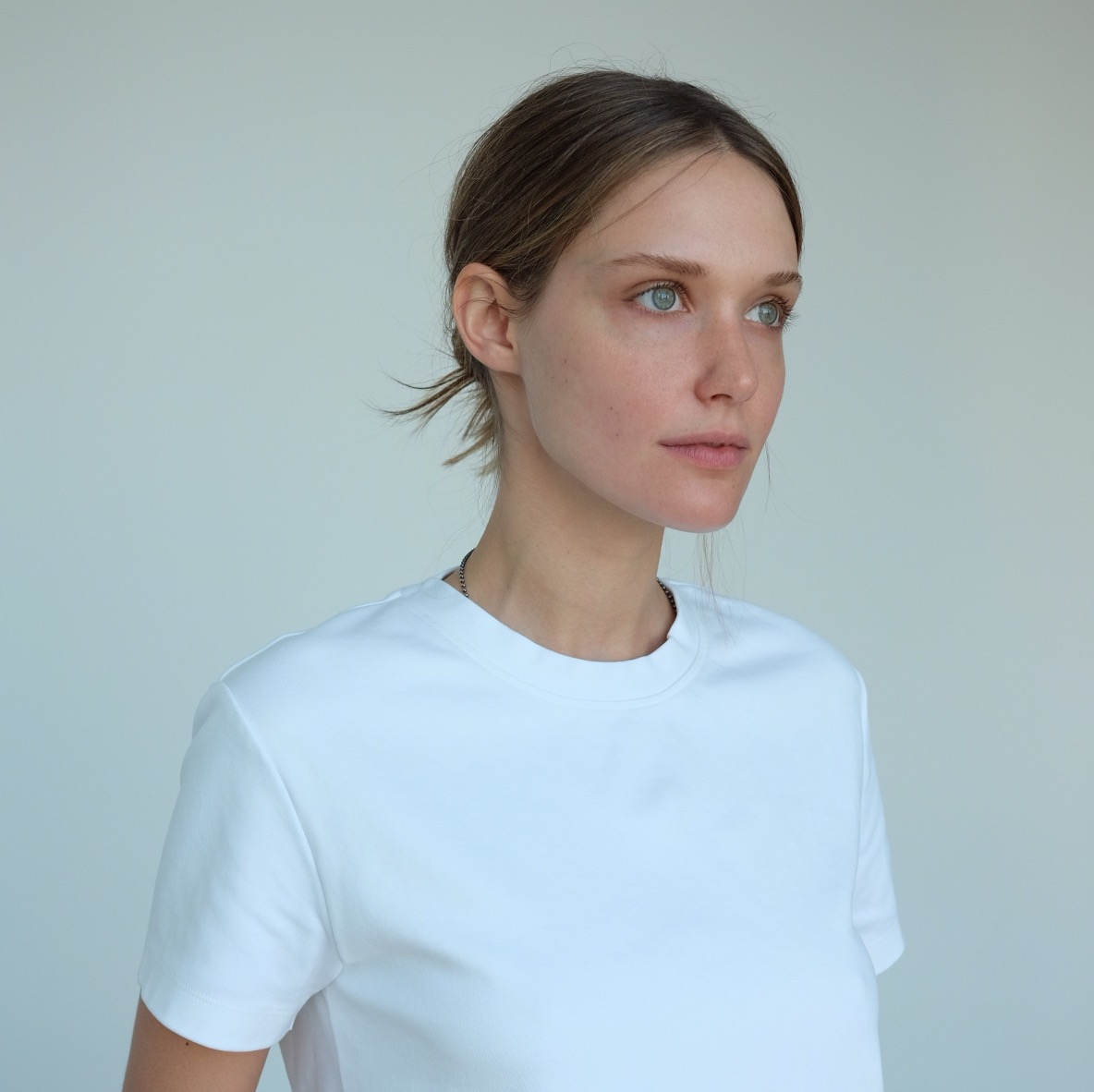
Diana Timofeeva

DIANA TIMOFEEVA（ダイアナ、1989年6月16日 - ）は、日本、フランス、米国を中心に活動するファッションモデルです。彼女はパリとニューヨークファッションウィークの間に数多くのショーに出演し、「東京女子コレクション」で2回歩き、世界中の複数の雑誌の表紙に登場しました。